# Montpellier Agglomération Volley Université Club 2014-2015 (maschile)
Questa voce raccoglie le informazioni riguardanti il Montpellier Agglomération Volley Université Club nelle competizioni ufficiali della stagione 2014-2015.

## Organigramma societario
Area direttiva
- Presidente: Jean-Jacques Surjus
- Segreteria generale: Claude Evrard

Area organizzativa
- Tesoriere: Jean-François Nastorg, André Godfroy
- Contabilità: Jean-François Nastorg, André Godfroy

Area tecnica
- Allenatore: Loïc Lemarrec
- Allenatore in seconda: Arnaud Josserand
- Scout man: Aurélien Matusiak

Area comunicazione
- Responsabile comunicazione: Jérémie Guillame
- Addetto stampa: Marion Redwitz

Area marketing
- Responsabile marketing: Jérémie Guillame

Area sanitaria
- Medico: Philippe Sablayrolles
- Preparatore atletico: Aurélien Matusiak
- Fisioterapista: Jean Paul Andrea

## Rosa
| N° | Nome                  | Ruolo | Data di nascita  | Nazionalità sportiva |
| -- | --------------------- | ----- | ---------------- | -------------------- |
| 1  | Romain Di Giantommaso | P     | 25 maggio 1994   | Francia              |
| 2  | Connor Hughes         | S     | 20 luglio 1990   | Stati Uniti          |
| 3  | Jean Lebot            | C     | 18 novembre 1995 | Francia              |
| 4  | Aleksandar Milkov     | S     | 12 maggio 1982   | Macedonia del Nord   |
| 5  | Rafael Redwitz        | P     | 12 agosto 1980   | Francia              |
| 6  | Geoffrey Pauly        | S     | 19 marzo 1993    | Francia              |
| 7  | Nicolas Le Goff       | C     | 15 febbraio 1992 | Francia              |
| 8  | Julien Lyneel         | S     | 15 aprile 1990   | Francia              |
| 9  | Jean Patry            | S/O   | 27 dicembre 1996 | Francia              |
| 10 | Philip Schneider      | S/O   | 23 dicembre 1981 | Austria              |
| 11 | Franck Lafitte        | C     | 8 marzo 1989     | Francia              |
| 12 | Philipp Kroiss        | L     | 2 marzo 1988     | Austria              |
| 13 | Daryl Bultor          | C     | 17 novembre 1995 | Francia              |
| 14 | Antoine Suty          | P     | 31 ottobre 1996  | Francia              |
| 15 | Nadir Douib           | L     | 19 giugno 1996   | Francia              |
| 16 | Théo Josserand        | S     | 29 agosto 1993   | Francia              |
| 18 | Nicolas Mandadjiev    | C     | 6 novembre 1993  | Francia              |